# Aneddoto dei frantoi di Talete

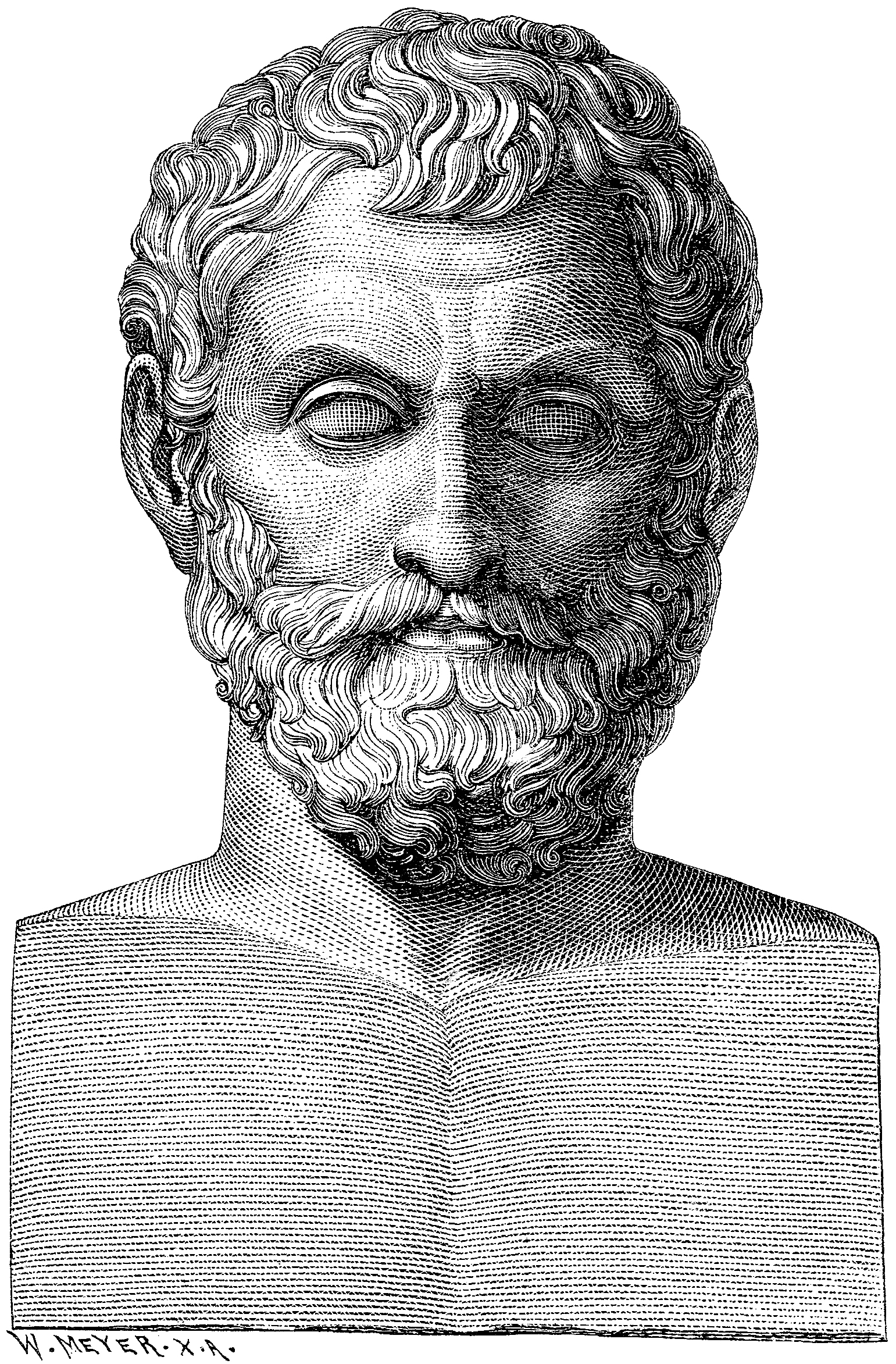
Talete

L'aneddoto dei frantoi di Talete è un celebre racconto che la tradizione riferisce alla vita del filosofo milesio, primo dei Sette saggi.
A riportare l'episodio è Aristotele, nella sua Politica. Al centro dell'aneddoto sta il rilievo e l'utilità della pratica filosofica e la sua presunta inadeguatezza ai bisogni della vita quotidiana. Si tratta di temi in parte correlati a un altro celebre episodio, dai risvolti comici, riguardante anch'esso la vita del filosofo presocratico, tramandatoci da Platone: la caduta nel pozzo di Talete intento all'osservazione astronomica e della conseguente irrisione da parte di un'arguta servetta trace.
Entrambi gli accadimenti, infatti, vertono sulla considerazione nella quale è tenuto il filosofo e in generale il sapiente, percepito come lontano dalle cose terrene e incapace di agire in maniera adeguata alle esigenze della vita, secondo l'archetipo, già allora vivo, e poi divenuto un paradigma universale, del «professore distratto».

## Aneddoto

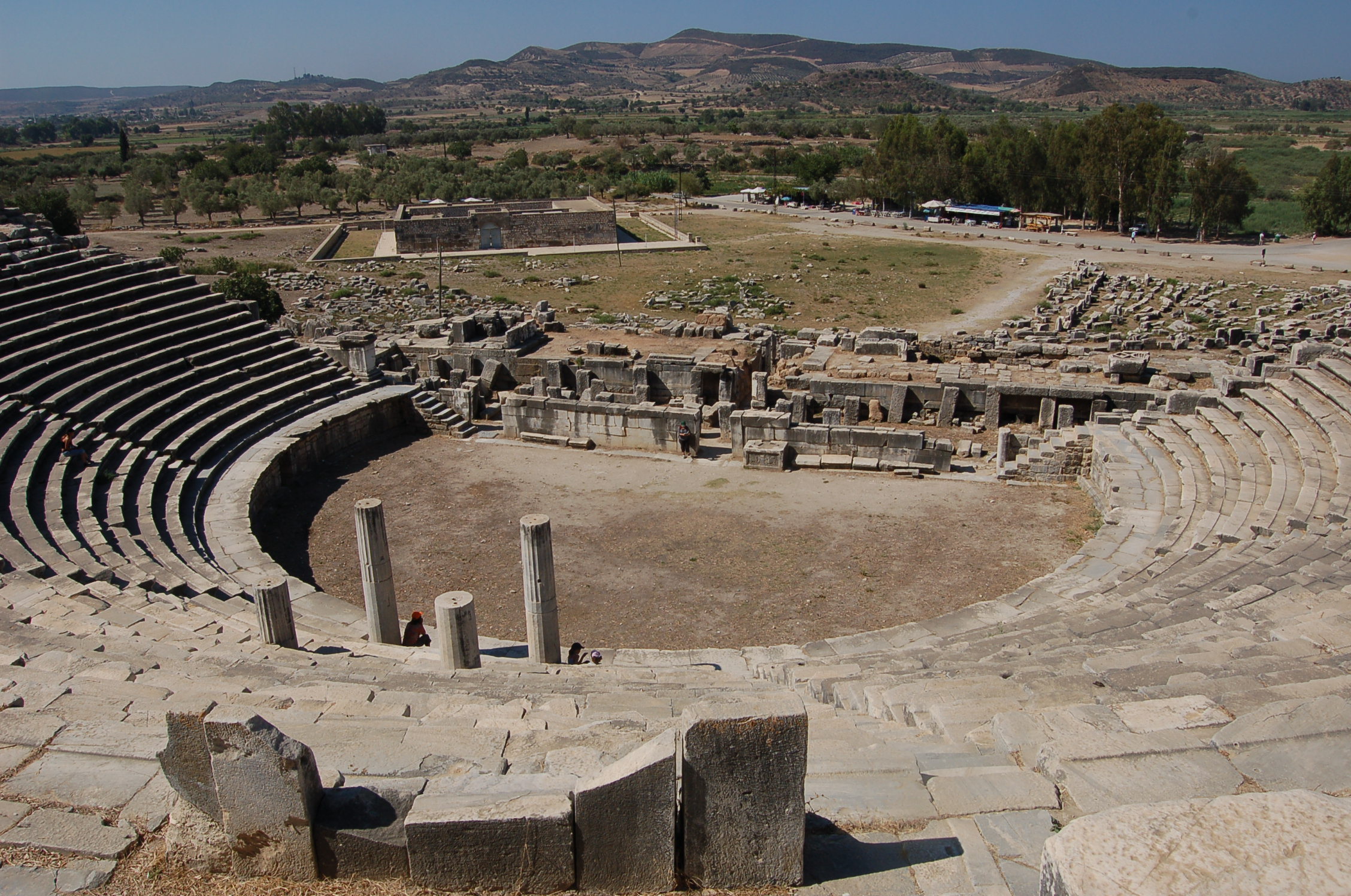
Le rovine della città nella piana di Mileto

Secondo quanto riportato da Aristotele, Talete era criticato dai suoi concittadini per lo stato di povertà nel quale lo relegava la pratica coerente della sua inclinazione filosofica. Queste accuse nei confronti della filosofia lo avrebbero spinto a un gesto, di valenza essenzialmente pratica, che smentisse le insinuazioni sull'inutilità della ricerca teoretica: avendo previsto, grazie alle sue conoscenze astronomiche, un abbondante raccolto di olive, Talete, quando si era ancora in inverno, avrebbe raggranellato una piccola somma di denaro con la quale, distribuendo dei piccoli anticipi sui guadagni futuri, avrebbe preso in affitto per poco prezzo, essendosi in periodo di bassa richiesta, tutti i frantoi di Mileto e della vicina isola di Chio. Il suo piccolo investimento si sarebbe trasformato in un grande profitto con l'avverarsi delle sue previsioni nella stagione della raccolta delle olive, durante la quale avrebbe potuto fissare l'affitto dei frantoi in regime di monopolio. In questo modo, Talete – conclude Aristotele – dimostrò ai denigratori della ricerca del sapere quanto sia falsa l'opinione comune e quando facile sia, per un filosofo, arricchirsi con le sue conoscenze, al solo volerlo, anche se il fine della filosofia è la ricerca libera e disinteressata e non il perseguimento di ciò che Aristotele chiama la crematistica (da χρήματα, in gr. ricchezza), ovvero l'arricchimento personale.

## Riprese successive
L'episodio dell'incetta dei frantoi è stato citato, in seguito, a più riprese da diversi altri autori, tra cui Ieronimo di Rodi e Diogene Laerzio. L'aneddoto è ripreso anche da Cicerone, che ne fa menzione nel suo trattato sulla divinazione.
L'aneddoto fornisce uno spunto storico anche ad argomentazioni e riflessioni di natura diversa e filosofica. Da un punto di vista economico e finanziario, il comportamento di Talete è indicato da alcuni come esempio di una felice applicazione di schemi e metodi predittivi tipici del comportamento imprenditoriale. Ma economisti e giuristi vi ravvisano anche la prima testimonianza storico-letteraria della messa in atto di uno strumento derivato: la distribuzione di anticipi, infatti, conferiva a Talete un'opzione il cui strumento sottostante era l'utilizzo dei frantoi al verificarsi di certe condizioni di convenienza economica.